# ManpowerGroup
| ManpowerGroup |
| --- |
| |
| Data założenia: 1948 Branża: Zarządzanie zasobami ludzkimi Marki w Polsce: Manpower, Experis, ManpowerGroup Solutions, Proservia Strona internetowa: www.manpowergroup.pl |

ManpowerGroup – międzynarodowa firma doradztwa personalnego, założona w 1948 roku w USA, stan Wisconsin. Świadczy usługi z obszaru Human Resources.
Przedsiębiorstwo posiada oddziały w ponad 80 krajach.

## Historia
Historia powstania przedsiębiorstwa rozpoczęła się w Stanach Zjednoczonych w dniu, w którym dwóch adwokatów Elmer Winter i Aaron Scheinfeld postanowiło zatrudnić do swojej kancelarii sekretarkę, która pracowałaby dla nich tylko przez pewien określony czas. Wtedy na rynku nie funkcjonowały jeszcze przedsiębiorstwa specjalizujące w tego typu usługach. Narodził się pomysł, by wypełnić tę lukę i stworzyć przedsiębiorstwo pomagające innym pracodawcom w zatrudnianiu pracowników do pracy tymczasowej. Oficjalnie pomysł Wintera i Scheinfelda został zrealizowany w 1948 roku. Powstałe wtedy przedsiębiorstwo nosiło początkowo nazwę Manpower i zajmowało się tylko zatrudnianiem pracowników tymczasowych. Pierwsze biuro tej firmy znajdowało się w Milwaukee, Wisconsin, gdzie do dziś mieści się główna siedziba przedsiębiorstwa.
Daty utworzenia biur:
1956 – otwarcie biur w Montrealu i Toronto, w Kanadzie
1956 – otwarcie biur w Wielkiej Brytanii
1957 – otwarcie biur we Francji
1963 – otwarcie biura w Ameryce Południowej
1964 – otwarcie biura w Azji
2001 – otwarcie biura w Polsce
ManpowerGroup znajduje się w rankingu Fortune 500. Od 2011 roku jest laureatem każdej z corocznych edycji nagrody The World’s Most Ethical Companies, która przyznawana jest najbardziej etycznym przedsiębiorstwom na świecie przez Instytut ETHISPHERE.

## Marki
W skład ManpowerGroup wchodzą marki Experis, Manpower i Talent Solutions. W ich ramach przedsiębiorstwo oferuje:
- pracę tymczasową,
- rekrutację stałą i badanie kompetencji pracowników,
- outsourcing procesów i funkcji,
- outplacement.[4]

### Manpower
Marka firmy ManpowerGroup. Usługi Manpower obejmują pracę tymczasową, rekrutację pracowników stałych, zatrudnienie zewnętrzne oraz doradztwo personalne. ManpowerGroup, do którego należy firma Manpower posiada oddziały w ponad 80 krajach na świecie, w Polsce tworzony jest przez zespół blisko 400 osób, które na co dzień pracują w 70 oddziałach rozlokowanych w 44 miastach kraju.

#### Manpower w Polsce
Pierwsza agencja Manpower w Polsce została otworzona 1 marca 2001 roku przy ul. Wilczej w Warszawie.

### Experis
Experis to marka należąca do ManpowerGroup  i działająca w ponad 50 państwach (2016). Powstała w 2011 r. z połączenia Manpower Professional i Elan IT. Experis oferuje rozwiązania związane z rekrutacją IT, usługami zarządzanymi i rozwiązaniami projektowymi.
Experis posiada w Polsce sieć oddziałów zlokalizowanych w: Warszawie, Wrocławiu, Gdańsku, Poznaniu i Katowicach.

### Talent Solutions
Talent Solutions łączy rozwiązania: RPO, TAPFIN-MSP i Right Management, czyli unikatową wiedzę specjalistyczną, globalne oraz lokalne know-how oraz najwyższe standardy rynkowe. Marka zapewnia outsourcing procesów rekrutacyjnych, dostarcza narzędzia do strategicznego zarządzania procesami zakupowymi i rekrutacyjnymi, wspiera firmy w zarządzaniu talentami i karierą.